# Littlefield (Texas)
Littlefield település az Amerikai Egyesült Államok Texas államában, Lamb megyében, melynek megyeszékhelye is. Lakosainak száma 5943 fő (2020. április 1.).

## Népesség
A település népességének változása:

| 2010 | 6 372 |
| 2020 | 5 943 |